# Cuneo Volley 2021-2022
Questa voce raccoglie le informazioni riguardanti il Cuneo Volley nelle competizioni ufficiali della stagione 2021-2022.

## Stagione
Nella stagione 2021-22 il Cuneo Volley assume la denominazione sponsorizzata di Banca Alpi Marittime Acqua S.Bernardo Cuneo.
Partecipa per la terza volta, la seconda consecutiva, alla Serie A2; chiude la regular season di campionato al terzo posto in classifica, qualificandosi per i play-off promozione: giunge fino alla finale che perde per opera del Tricolore.
A seguito del terzo posto in classifica al termine del girone di andata della regular season partecipa alla Coppa Italia di Serie A2: viene sconfitto in finale dal Tricolore.

## Organigramma societario
Area direttiva
- Presidente: Vito Venni
- Vicepresidente: Gabriele Costamagna, Claudio Parola
- Team manager: Silvia Canale

Area tecnica
- Allenatore: Roberto Serniotti
- Allenatore in seconda: Marco Casale
- Assistente allenatore: Mirko Cefaratti
- Scout man: Dario Sampò
- Responsabile settore giovanile: Daniele Vergnaghi

Area comunicazione
- Addetto stampa: Stella Testa
- Speaker: Davide Valgussa

Area marketing
- Responsabile ufficio marketing: Davide Bima

Area sanitaria
- Medico: Matteo Parola
- Fisioterapista: Lorenzo Bergese, Enrico Marino
- Preparatore atletico: Danilo Bramard
- Osteopata: Roberta Ferrero

## Rosa
| N° | Nome                | Ruolo | Data di nascita   | Nazionalità sportiva |
| -- | ------------------- | ----- | ----------------- | -------------------- |
| 1  | Luca Cardona        | O     | 18 dicembre 2003  | Italia               |
| 2  | Lorenzo Codarin     | C     | 3 settembre 1996  | Italia               |
| 3  | Luca Filippi        | P     | 10 novembre 1997  | Italia               |
| 5  | Alessio Tallone     | S     | 23 settembre 1999 | Italia               |
| 6  | Niccolò Vergnaghi   | S     | 29 maggio 2003    | Italia               |
| 7  | Matteo Pedron       | P     | 14 luglio 1992    | Italia               |
| 8  | Lorenzo Rainero     | C     | 11 maggio 2002    | Italia               |
| 9  | Mattia Lilli        | L     | 8 settembre 2002  | Italia               |
| 10 | Wagner da Silva     | O     | 29 aprile 1993    | Brasile              |
| 11 | Iacopo Botto        | S     | 22 settembre 1987 | Italia               |
| 12 | Francesco Bisotto   | L     | 20 maggio 2002    | Italia               |
| 14 | Alessandro Preti    | S     | 7 agosto 1992     | Italia               |
| 16 | Davide D'Amato      | O     | 31 agosto 2002    | Italia               |
| 16 | Leo Andrić          | O     | 27 luglio 1994    | Croazia              |
| 18 | Nicholas Sighinolfi | C     | 11 agosto 1994    | Italia               |

## Mercato
| Acquisti | Acquisti        | Acquisti        | Acquisti   |
| R.       | Nome            | da              | Modalità   |
| -------- | --------------- | --------------- | ---------- |
| O        | Leo Andrić      | Woori WON       | definitivo |
| S        | Iacopo Botto    | You Energy      | definitivo |
| P        | Luca Filippi    | Parella         | definitivo |
| L        | Mattia Lilli    | Colombo Genova  | definitivo |
| P        | Matteo Pedron   | Impavida Ortona | definitivo |
| S        | Alessio Tallone | Virtus Fano     | definitivo |

| Cessioni | Cessioni         | Cessioni            | Cessioni   |
| R.       | Nome             | a                   | Modalità   |
| -------- | ---------------- | ------------------- | ---------- |
| C        | Paolo Bonola     | Rinascita Lagonegro | definitivo |
| L        | Damiano Catania  | You Energy          | definitivo |
| S        | Luca Chiapello   | Virtus Fano         | definitivo |
| O        | Davide D'Amato   | Casarano            | definitivo |
| S        | Andrea Galaverna | Savigliano          | definitivo |
| P        | Azaria Gonzi     | Parella             | definitivo |
| P        | Matteo Pistolesi | Rinascita Lagonegro | definitivo |
| S        | Nicola Tiozzo    | New Mater           | definitivo |

## Risultati

### Serie A2

#### Girone di andata
| 1ª Giornata - 10 ottobre 2021 PalaFrancescucci, Casnate con Bernate   | Libertas Brianza    | 2 - 3 | Cuneo             | 25-19, 18-25, 20-25, 25-21, 13-15 |
| 2ª Giornata - 17 ottobre 2021 PalaCastagnaretta, Cuneo                | Cuneo               | 0 - 3 | New Mater         | 22-25, 15-25, 24-26               |
| 3ª Giornata - 24 ottobre 2021 PalaCastagnaretta, Cuneo                | Cuneo               | 3 - 0 | Motta             | 25-20, 25-19, 25-21               |
| 4ª Giornata - 31 ottobre 2021 Palasport Comunale, Ortona              | Impavida Ortona     | 2 - 3 | Cuneo             | 23-25, 26-24, 28-26, 24-26, 11-15 |
| 5ª Giornata - 7 novembre 2021 PalaCastagnaretta, Cuneo                | Cuneo               | 3 - 1 | Atlantide Brescia | 25-17, 21-25, 25-20, 25-18        |
| 6ª Giornata - 14 novembre 2021 PalaParenti, Santa Croce sull'Arno     | Lupi Santa Croce    | 1 - 3 | Cuneo             | 23-25, 22-25, 25-20, 17-25        |
| 8ª Giornata - 27 novembre 2021 PalaCastagnaretta, Cuneo               | Cuneo               | 0 - 3 | Olimpia Bergamo   | 17-25, 19-25, 19-25               |
| 9ª Giornata - 5 dicembre 2021 PalaBursi, Rubiera                      | Tricolore           | 3 - 1 | Cuneo             | 25-20, 19-25, 25-16, 25-19        |
| 10ª Giornata - 8 dicembre 2021 PalaCastagnaretta, Cuneo               | Cuneo               | 3 - 2 | Emma Villas       | 24-26, 25-18, 27-25, 23-25, 15-13 |
| 11ª Giornata - 12 dicembre 2021 Palasport Villa D'Agri, Marsicovetere | Rinascita Lagonegro | 1 - 3 | Cuneo             | 19-25, 25-19, 27-29, 15-25        |
| 12ª Giornata - 19 dicembre 2021 PalaCastagnaretta, Cuneo              | Cuneo               | 3 - 0 | Porto Viro        | 25-18, 25-12, 25-18               |
| 13ª Giornata - 26 dicembre 2021 PalaManera, Mondovì                   | Mondovì             | 0 - 3 | Cuneo             | 21-25, 20-25, 23-25               |

#### Girone di ritorno
| 14ª Giornata - 12 gennaio 2022 PalaCastagnaretta, Cuneo         | Cuneo             | 3 - 0 | Libertas Brianza    | 25-21, 25-14, 25-19               |
| 15ª Giornata - 16 febbraio 2022 PalaGrotte, Castellana Grotte   | New Mater         | 3 - 0 | Cuneo               | 25-23, 25-23, 25-18               |
| 16ª Giornata - 23 febbraio 2022 PalaVicentini, Caorle           | Motta             | 0 - 3 | Cuneo               | 19-25, 21-25, 21-25               |
| 17ª Giornata - 23 gennaio 2022 PalaCastagnaretta, Cuneo         | Cuneo             | 3 - 0 | Impavida Ortona     | 25-14, 25-21, 25-18               |
| 18ª Giornata - 30 gennaio 2022 PalaSanFilippo, Brescia          | Atlantide Brescia | 2 - 3 | Cuneo               | 23-25, 25-19, 25-17, 16-25, 9-15  |
| 19ª Giornata - 6 febbraio 2022 PalaCastagnaretta, Cuneo         | Cuneo             | 2 - 3 | Lupi Santa Croce    | 25-14, 25-21, 18-25, 22-25, 10-15 |
| 21ª Giornata - 27 febbraio 2022 PalaPozzoni, Cisano Bergamasco  | Olimpia Bergamo   | 3 - 0 | Cuneo               | 25-23, 25-15, 25-19               |
| 22ª Giornata - 6 marzo 2022 PalaCastagnaretta, Cuneo            | Cuneo             | 3 - 0 | Tricolore           | 27-25, 25-23, 25-15               |
| 23ª Giornata - 13 marzo 2022 PalaMensSana, Siena                | Emma Villas       | 3 - 2 | Cuneo               | 24-26, 25-16, 25-17, 22-25, 15-13 |
| 24ª Giornata - 1º aprile 2022 PalaCastagnaretta, Cuneo          | Cuneo             | 3 - 0 | Rinascita Lagonegro | 25-19, 25-17, 25-9                |
| 25ª Giornata - 7 aprile 2022 Palazzetto dello Sport, Porto Viro | Porto Viro        | 3 - 1 | Cuneo               | 20-25, 25-22, 25-17, 26-24        |
| 26ª Giornata - 3 aprile 2022 PalaCastagnaretta, Cuneo           | Cuneo             | 3 - 0 | Mondovì             | 25-20, 25-17, 25-13               |

#### Play-off promozione
| Quarti di finale (gara 1) - 17 aprile 2022 PalaCastagnaretta, Cuneo     | Cuneo            | 3 - 2 | Motta            | 25-27, 25-13, 23-25, 25-23, 15-13 |
| Quarti di finale (gara 2) - 24 aprile 2022 PalaVicentini, Caorle        | Motta            | 2 - 3 | Cuneo            | 15-25, 28-30, 25-22, 25-18, 13-15 |
| Semifinali (gara 1) - 1º maggio 2022 PalaParenti, Santa Croce sull'Arno | Lupi Santa Croce | 1 - 3 | Cuneo            | 24-26, 26-24, 11-25, 21-25        |
| Semifinali (gara 2) - 8 maggio 2022 PalaCastagnaretta, Cuneo            | Cuneo            | 3 - 0 | Lupi Santa Croce | 25-22, 32-30, 25-20               |
| Finale (gara 1) - 15 maggio 2022 PalaCastagnaretta, Cuneo               | Cuneo            | 1 - 3 | Tricolore        | 20-25, 22-25, 25-21, 18-25        |
| Finale (gara 2) - 19 maggio 2022 PalaBursi, Rubiera                     | Tricolore        | 3 - 1 | Cuneo            | 18-25, 25-17, 25-17, 25-14        |
| Finale (gara 3) - 21 maggio 2022 PalaCastagnaretta, Cuneo               | Cuneo            | 3 - 2 | Tricolore        | 25-16, 25-15, 22-25, 22-25, 15-11 |
| Finale (gara 4) - 26 maggio 2022 PalaBursi, Rubiera                     | Tricolore        | 3 - 1 | Cuneo            | 33-31, 28-26, 18-25, 25-18        |

### Coppa Italia di Serie A2
| Quarti di finale - 26 gennaio 2022 PalaCastagnaretta, Cuneo | Cuneo | 3 - 1 | Motta      | 25-19, 25-15, 23-25, 25-21 |
| Semifinali - 2 febbraio 2022 PalaCastagnaretta, Cuneo       | Cuneo | 3 - 1 | Porto Viro | 23-25, 25-20, 25-18, 25-21 |
| Finale - 11 febbraio 2022 PalaCastagnaretta, Cuneo          | Cuneo | 1 - 3 | Tricolore  | 22-25, 25-16, 22-25, 23-25 |

## Statistiche

### Statistiche di squadra
| Competizione             | Punti | In casa | In casa | In casa | In trasferta | In trasferta | In trasferta | Totale | Totale | Totale |
| Competizione             | Punti | G       | V       | P       | G            | V            | P            | G      | V      | P      |
| ------------------------ | ----- | ------- | ------- | ------- | ------------ | ------------ | ------------ | ------ | ------ | ------ |
| Serie A2                 | 46    | 16      | 12      | 4       | 16           | 9            | 7            | 32     | 21     | 11     |
| Coppa Italia di Serie A2 | -     | 3       | 2       | 1       | 0            | 0            | 0            | 3      | 2      | 1      |
| Totale                   | -     | 19      | 14      | 5       | 16           | 9            | 7            | 35     | 23     | 12     |

G = partite giocate; V = partite vinte; P = partite perse 

### Statistiche dei giocatori
| Giocatore     | Serie A2 | Serie A2 | Serie A2 | Serie A2 | Serie A2 | Coppa Italia di Serie A2 | Coppa Italia di Serie A2 | Coppa Italia di Serie A2 | Coppa Italia di Serie A2 | Coppa Italia di Serie A2 | Totale | Totale | Totale | Totale | Totale |
| Giocatore     | P        | PT       | AV       | MV       | BV       | P                        | PT                       | AV                       | MV                       | BV                       | P      | PT     | AV     | MV     | BV     |
| ------------- | -------- | -------- | -------- | -------- | -------- | ------------------------ | ------------------------ | ------------------------ | ------------------------ | ------------------------ | ------ | ------ | ------ | ------ | ------ |
| L. Andrić     | 8        | 186      | 163      | 4        | 19       | -                        | -                        | -                        | -                        | -                        | 8      | 186    | 163    | 4      | 19     |
| F. Bisotto    | 32       | 0        | 0        | 0        | 0        | 3                        | 0                        | 0                        | 0                        | 0                        | 35     | 0      | 0      | 0      | 0      |
| I. Botto      | 31       | 391      | 321      | 46       | 24       | 3                        | 54                       | 46                       | 5                        | 3                        | 34     | 445    | 367    | 51     | 27     |
| L. Cardona    | 3        | 2        | 1        | 0        | 1        | 0                        | 0                        | 0                        | 0                        | 0                        | 3      | 2      | 1      | 0      | 1      |
| L. Codarin    | 31       | 229      | 144      | 66       | 19       | 3                        | 19                       | 12                       | 7                        | 0                        | 34     | 248    | 156    | 73     | 19     |
| D. D'Amato    | -        | -        | -        | -        | -        | -                        | -                        | -                        | -                        | -                        | -      | -      | -      | -      | -      |
| L. Filippi    | 32       | 43       | 25       | 16       | 2        | 3                        | 1                        | 1                        | 0                        | 0                        | 35     | 44     | 26     | 16     | 2      |
| M. Lilli      | 12       | 0        | 0        | 0        | 0        | 0                        | 0                        | 0                        | 0                        | 0                        | 12     | 0      | 0      | 0      | 0      |
| M. Pedron     | 27       | 57       | 23       | 25       | 9        | 3                        | 7                        | 3                        | 4                        | 0                        | 30     | 64     | 26     | 29     | 9      |
| W. da Silva   | 24       | 393      | 343      | 28       | 22       | 3                        | 60                       | 51                       | 7                        | 2                        | 27     | 453    | 394    | 35     | 24     |
| A. Preti      | 32       | 394      | 326      | 39       | 29       | 3                        | 47                       | 41                       | 4                        | 2                        | 35     | 441    | 367    | 43     | 31     |
| L. Rainero    | 6        | 8        | 8        | 0        | 0        | 0                        | 0                        | 0                        | 0                        | 0                        | 6      | 8      | 8      | 0      | 0      |
| N. Sighinolfi | 31       | 204      | 134      | 61       | 9        | 3                        | 15                       | 9                        | 4                        | 2                        | 34     | 219    | 143    | 65     | 11     |
| A. Tallone    | 22       | 68       | 62       | 1        | 5        | 2                        | 6                        | 4                        | 1                        | 1                        | 24     | 74     | 66     | 2      | 6      |
| N. Vergnaghi  | 9        | 2        | 2        | 0        | 0        | 0                        | 0                        | 0                        | 0                        | 0                        | 9      | 2      | 2      | 0      | 0      |

P = presenze; PT = punti totali; AV = attacchi vincenti; MV = muri vincenti; BV = battute vincenti